# Amfiteatar
Amfiteatar je naziv za posebnu vrstu rimske javne građevine u kojima su se održavale gladijatorske igre koje, u sklopu kojih su rimski građani organizirali i ispunjavali svoje slobodno vrijeme (otium). Zdanja za održavanje spektakla bila su veoma funkcionalna i njihove se arhitektonske karakteristike reflektiraju u svim aspektima suvremenih sportskih borilišta. Sam termin amfiteatar (grč. amphitheatron = dvostruko kazalište, lat. amphitheatrum) označava njegov oblik dvostrukog teatra, odnosno, dvostrukog polukružnog gledališta grčkog i rimskog kazališta, koji daje optimalanu mogućnost praćenja gladijatorskih borbi.  Amfiteatri predstavljaju specifične javne građevine iz klasičnog rimskog perioda namijenjene priređivanju gladijatorskih igara (ludi gladiatori), borbi između divljih i razjarenih životinja (venationes), pomorskih bitaka (naumachiae), raznih parada i drugih u rimskom svijetu omiljenih oblika često krvoločne zabave. 
Najpoznatiji amfiteatri su rimski Kolosej i amfiteatri u Veroni i Pompejima (Italija), pulska Arena, i amfiteatri u El Džemu (Tunis), te Nimesu i Arlesu (Francuska). 
- Kolosej u Rimu
- Amfiteatar u Veroni
- Arena u Nimesu
- Amfiteatar u El Džemu
- Pulska arena
- Ostaci amfiteatra u Solinu